# Hypothenemus hampei
Scolyte du caféier
Espèce
Hypothenemus hampei (le scolyte du caféier, scolyte des grains de café ou scolyte des cerises de café) est une espèce d'insectes coléoptères de la famille des Curculionidae, d'origine africaine, à répartition pantropicale.
Le scolyte du grain de café, qui mesure moins de 2 mm de long, déroule la quasi-totalité de son cycle de vie dans les fruits du caféier, au détriment de la graine, entraînant une diminution du rendement et une perte de qualité. Présent dans presque toutes les régions du monde où se pratique la caféiculture, cet insecte est devenu le principal ravageur du café au niveau mondial.

## Description
L'imago est un minuscule coléoptère de la taille d'une tête d'épingle, de forme cylindrique, de couleur brun foncé, presque noire.
Il porte des élytres couvertes de courtes soies orientées vers l'arrière et une tête globuleuse, cachée sous le pronotum.
Les femelles, qui mesurent en moyenne 1,7 mm de long, sont plus grandes que les mâles (1,3 mm).
Ces derniers, aux ailes membraneuses réduites à l'état de vestiges, sont inaptes au vol,.
La larve, de type éruciforme, apode et fortement arquée, mesure en moyenne 0,75 mm de long. Elle est dotée de mandibules sclérifiées qui lui permettent d'attaquer l'albumen de la graine dès l'éclosion. 
Le développement larvaire comprend deux stades chez la femelle, un seul chez le mâle.
La nymphe, blanchâtre de type libre, semi-obtectée (appendices fixés au corps), mesure en moyenne 2,1 mm de long (femelle).
L'œuf de couleur blanchâtre et de forme elliptique, mesure en moyenne 0,6 mm de long, taille relativement importante par rapport à celle de l'adulte.

## Biologie

### Cycle biologique

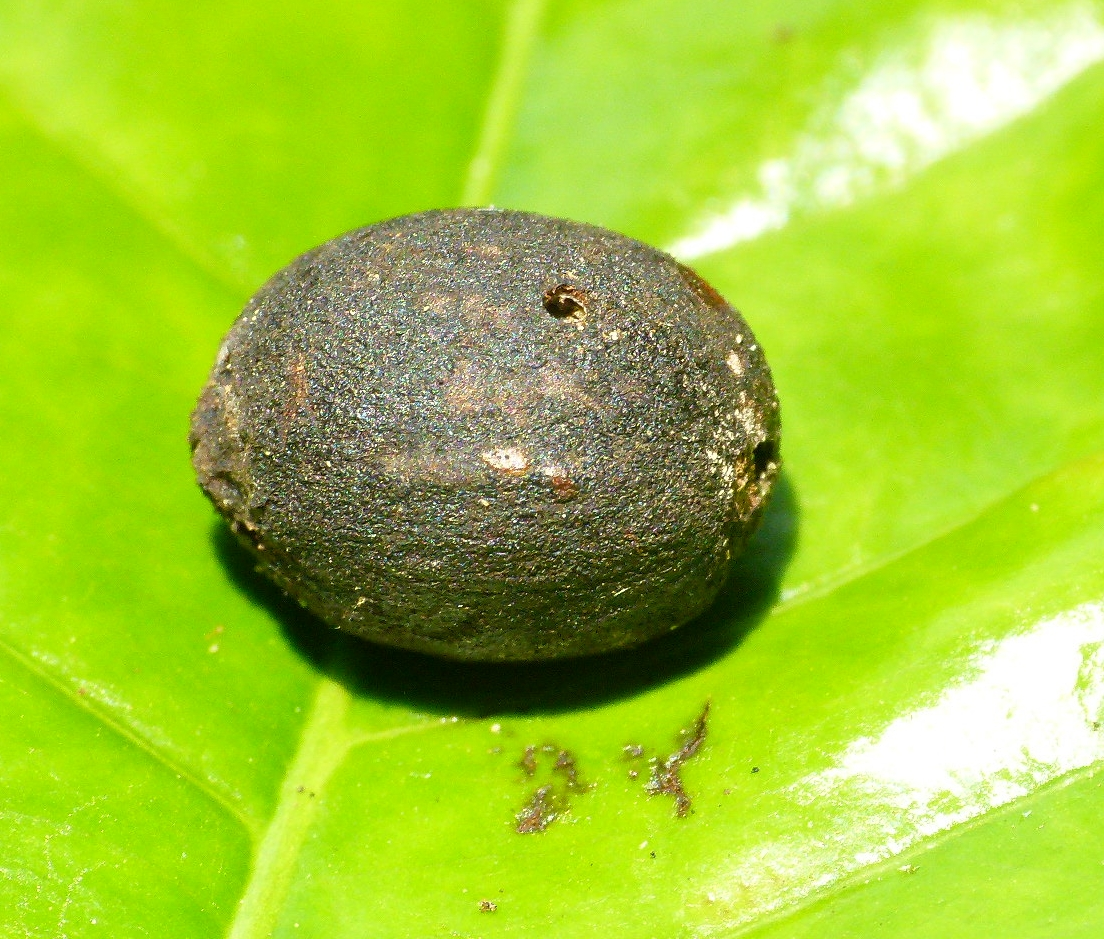
Une baie de café percée par Hypothenemus hampei.

Le cycle biologique de Hypothenemus hampei comporte quatre stades : œuf, larve, nymphe, adulte. Tous les stades se déroulent à l'intérieur des fruits du caféier, à l'exception d'une brève période de vol de la femelle à la recherche d'une nouvelle baie. Le cycle complet peut se dérouler en quatre à cinq semaines. Lorsque les conditions environnementales permettent une production continue de cerises de caféier, comme en Ouganda ou en Côte d'Ivoire, jusqu'à huit à neuf générations peuvent se succéder dans l'année, avec un cycle moyen de trente jours. Étant donné que la période de ponte des femelles est assez longue, leur espérance de vie étant en moyenne de 157 jours, il est possible de trouver simultanément dans la même baie tous les stades de développement.

### Champignon symbiotique
Une association symbiotique entre Hypothenemus hampei et un champignon ascomycète, Fusarium solani, a été démontrée par une étude de 1999, cependant la présence de mycangium chez les adultes femelles n'a pas été détectée.

### Ennemis naturels
Les scolytes du caféier sont vulnérables lorsqu'ils émergent des cerises pour se disperser. Ils sont en particulier exposés aux oiseaux insectivores, tels la paruline jaune (Setophaga petechia) ou la paruline à calotte rousse (Basileuterus rufifrons).  
On a montré, au Costa Rica, que les oiseaux insectivores pouvaient réduire de 50 % les populations de scolytes dans les plantations de café.

#### Insectes parasitoïdes
Diverses espèces d'insectes parasitoïdes limitent la pullulation du scolyte du caféier. 
Ce sont en particulier des guêpes (hyménoptères) originaires d'Afrique.
- Cephalonomia stephanoderis et Prorops nasuta (famille des Bethylidae). Ces espèces sont originaires d'Afrique, mais, à la fin des années 1990, on a montré qu'une espèce de  Bethylidae nord-américaine, Cephalonomia hyalinipennis, attaquait les œufs du scolyte dans le  Chiapas (sud du Mexique).
- Phymastichus coffea (famille des Eulophidae) : cette espèce, découverte au Togo en 1987, attaque les scolytes adultes.
- Heterospilus coffeicola (famille des Braconidae), espèce découverte en Ouganda.

#### Insectes prédateurs
Les principaux insectes prédateurs d'Hypothenemus hampei sont des fourmis de la famille des Formicidae (hyménoptères). Toutefois, les recherches du « Centro Nacional de Investigaciones de Café » (Cenicafé) en Colombie) ont montré que d'autres familles d'insectes étaient impliquées dans la prédation : les Anthocoridae (hémiptères) et Cucujidae (coléoptères). Les genres et espèces susceptibles d'attaquer le scolyte du caféier cont notamment :
- Formicidae : Solenopsis, Pheidole, Wasmannia, Paratrechina, Crematogaster, Brachymyrmex et Prenolepis ;
- Anthocoridae : Calliodes et Scoloposcelis ;
- Cucujidae : Cathartus quadricollis (Guérin-Méneville).

#### Nématodes
Diverses espèces de nématodes peuvent infecter le scolyte du caféier, notamment Metaparasitylenchus hypothenemi (famille des Allantonematidae) au Mexique.  Une espèce du genre Panagrolaimus sp. a été signalée comme infectant l'insecte en culture en Inde, tandis que Heterorhabditis sp. et Steinernema feltiae ont fait l'objet d'expérimentations en laboratoire.
Une autre espèce de nématodes entomopathogènes, Steinernema carpocapsae (famille des Steinernematidae) a montré au cours d'expérimentations menées à Hawaï au laboratoire et au champ sa capacité à tuer le scolyte du caféier, tant au stade adulte que larvaire, à l'intérieur des cerises.

#### Champignons
Le champignon entomopathogène Beauveria bassiana provoque une mortalité élevée chez Hypothenemus hampei. Parmi les autres espèces de champignons qui attaquent le scolyte figurent Hirsutella eleutheratorum, Paecilomyces sp. (les espèces entomopathogènes du genre Paecilomyces ont été reclassées dans le genre Isaria),  et Metarhizium anisopliae.

## Dégâts
Le scolyte du caféier attaque les fruits à leurs différents stades de maturation. Le creusement des galeries est une porte d'entrée pour différents agents pathogènes, tels que des bactéries du genre Erwinia ou des champignons (genres Aspergillus, Fusarium, Penicillium). Ces derniers peuvent produire de mycotoxines, notamment des ochratoxines, nocives pour la santé humaine. 
Les qualités physiques et organoleptiques de grains peuvent être altérées et nuire à leurs qualités commerciales. 
La chute prématurée des fruits est un facteur de baisse du rendement, qui peut atteindre des proportions importantes,.

## Synonymes
Selon PESI :
- Cryphalus hampei 	Ferrari, 1867
- Stephanoderes hampei Ferrari 1867
- Stephanoderes coffeae Hagedorn, 1910
- Stephanoderes cooki Hopkins, 1915
- Stephanoderes glabellus Schedl, 1952
- Stephanoderes punctatus Eggers, 1924
- Xyleborus cofeicola Campos Novaes, 1922
- Xyleborus coffeivorus Weele, 1910

## Distribution
L'aire de répartition de Hypothenemus hampei recouvre en quasi-totalité l'aire de culture du caféier. On rencontre ce scolyte notamment en Asie (Indonésie, Cambodge, Laos, Malaisie, Philippines, Arabie saoudite, Sri Lanka, Thaïlande, Vietnam),
en Afrique (Angola, Bénin, Burundi, Cameroun, îles Canaries, Congo, Côte d'Ivoire, Éthiopie, Fernando Po, Gabon, Ghana, Guinée, Kenya, Liberia, Malawi, Mozambique, Nigeria, Ouganda, Rio Muni, Ruanda, Sao Tomé-et-Principe, Sénégal, Sierra Leone, Soudan, Tanzanie, Tchad, Togo, Zaïre, Zimbabwe), 
en Océanie (îles Caroline, Irian Jaya, îles Mariannes, Nouvelle-Calédonie, îles de la Société),
en Amérique centrale et en Amérique du Sud  (Antilles, Guatemala, Honduras, Brésil, Pérou, Surinam).
L'espèce est originaire d'Afrique centrale et s'est répandue dans le reste de l'Afrique subsaharienne pendant les années 1920. L'insecte a été observé en Asie du Sud-Est dès 1909 à Java et 1919 à Bornéo.
Cette expansion géographique est probablement due au transport de graines infestées.
La première observation en Amérique se situe au Brésil en 1926.
L'insecte se répand au Guatemala et au Mexique dans les années 1970, puis en Colombie à la fin des années 1980 et en République dominicaine dans les années 1990. On le détecte ensuite à Porto Rico en août 2007 et enfin à Hawaï en septembre 2010.
Seuls, deux pays producteurs de café ont échappé à cette invasion : le Népal et la Papouasie-Nouvelle-Guinée.